# Astropunk
"Astropunk" - singiel zespołu Blenders, zapowiadający album, który został wydany w 2011.

## Teledysk
Klip zrealizowano w Urzędzie Miasta w  Sopocie. Wystąpiła w nim Anna Przybylska. Początkowe sekundy teledysku nawiązują do starego przeboju grupy Ciągnik.

## Notowania
| Notowanie | Prowadzenie | Pozycja | Źródło |
| --------- | ----------- | ------- | ------ |
| Poplista  | RMF FM      | 6       | [ 2 ]  |